# バドミントンS/Jリーグ
バドミントンS/Jリーグ（BADMINTON S/J LEAGUE）は、日本の社会人バドミントンチーム対抗リーグ戦である。

## 概要
1979年に開始された、バドミントン日本リーグを変革すべく、元日本バドミントン界初のプロ選手でロンドン五輪混合ダブルス日本代表であった池田信太郎が、同リーグのアンバサダーに就任し、2020年東京オリンピックに向けて日本バドミントン界のメディア露出機会向上や次世代の競技人口裾野向上のため、リーグ名を一般公募。
バドミントンを象徴する「シャトル（Shuttle）」「スマッシュ（Smash）」「スピード（Speed）」の3語に共通する頭文字の「S」、「JAPAN」の頭文字「J」に由来する、「S/Jリーグ」に決定 され、リーグ名を改称。日本リーグをS/Jリーグの2部リーグとして存続させた。
初年度は2016年11月5日開幕し、レギュレーションは日本リーグ時代と同じ男女各8チームの総当たりでの勝ち点制を採用。2018 - 2019年シーズンから、レギュレーションを変更し、男女参加チーム数を10に変更し、リーグ戦各ブロック上位2チームを「TOP4」と称し、トーナメント方式のプレーオフ制度を新設。また、各ブロック下位チームは順位毎に対戦し、リーグ戦全体の順位決定戦も合わせて新設した。 また、下部リーグの名称になっていた日本リーグを「S/Jリーグ2」に改称した。
しかし2020–21シーズンは中止。さらに丸杉が別チームの加盟申請も認めないこととなった。さらに21–22シーズン途中打ち切り

## リーグ戦の体裁
大会は基本的に集中開催方式で、各クラブの所属する自治体（ホームタウン）や地方都市での1か所集中開催がベースとなっている。以下は2019-20年シーズンの大会方式に沿って記述する。

### 予選リーグ
10チームを男女とも、前年度の成績を基として「Sブロック」「Jブロック」に分け、それぞれの組ごとに1回戦総当たり4試合（1試合につき、シングルス2試合・ダブルス1試合 シングルスとダブルスの重複出場は不可）の予選リーグを行い、その順位に基づいてTOP4 TOURNAMENT（決勝大会）・並びに順位決定戦の出場チームを決める。

### TOP4 TOURNAMENT・順位決定戦
TOP4 TOURNAMENT（決勝大会）は、各組2位までの4チームが出場し、それぞれの組の1位と2位が準決勝で対戦（対戦カードは抽選で決定）。その勝者が決勝戦、敗者は3位決定戦に進出する。
また順位決定戦は各グループの同じ順位チーム同士による1試合を行い、勝ったチームが上位の順位となる。
- 5・6位決定戦　各組3位チーム同士
- 7・8位決定戦　各組4位チーム同士
- 9・10位決定戦　各組5位チーム同士　この試合で敗れたチームはS/JリーグⅡ(2部)優勝クラブとの入れ替え戦に回る。

### S/JリーグⅡ
大会は男女とも8チームづつのセントラル開催方式による1回総当たり（1日2-3試合ペース）として行い、7試合終了時の総合成績により順位を決定し、優勝クラブは1部にあたるS/Jリーグの9・10位決定戦で敗れたクラブとの入れ替え戦に回る。

## 参加チーム
2019 - 2020シーズン
前年のS1リーグ成績の奇数（Sブロック）と偶数（Jブロック）とで分割される

### S/Jリーグ

#### 男子
予選リーグSブロック
- トナミ運輸（富山県高岡市）
- 日立情報通信エンジニアリング（神奈川県横浜市）
- 三菱自工京都（京都府京都市）
- JR北海道（北海道札幌市）
- 金沢学院クラブ（石川県金沢市）

予選リーグJブロック
- NTT東日本（東京都新宿区）
- BIPROGY（東京都江東区）
- ジェイテクト（愛知県刈谷市）
- 東北マークス（宮城県仙台市）
- 東海興業（愛知県大府市）-（2018-19　S/JリーグⅡ（2部）優勝後入れ替え戦に勝利して昇格）

#### 女子
予選リーグSブロック
- 再春館製薬所（熊本県上益城郡益城町）
- ヨネックス（東京都文京区）
- NTT東日本（東京都新宿区）
- 七十七銀行（宮城県仙台市）
- アメリカンベイブ岐阜（岐阜県岐阜市）

予選リーグJブロック
- BIPROGY（東京都江東区）
- 北都銀行（秋田県秋田市）
- 山陰合同銀行（島根県松江市）
- ACT SAIKYO（山口県周南市）
- 広島ガス（広島県広島市）-（2018-19　S/JリーグⅡ（2部）優勝後入れ替え戦に勝利して昇格）

### S/JリーグⅡ

#### 男子
- トリッキーパンダース（京都府京都市）（2018-19　S/Jリーグ10位後入れ替え戦に敗北して降格）
- 丸杉（岐阜県岐阜市）
- 大同特殊鋼（愛知県東海市）
- 宇部興産（山口県宇部市）
- AC長野パルセイロバドミントンクラブ（長野県長野市）
- 旭工芸（埼玉県草加市）
- セーレン（福井県坂井市）
- 北海道コンサドーレ札幌バドミントン部（北海道札幌市）

#### 女子
- 日立化成（茨城県筑西市）-（2018-19　S/Jリーグ10位後入れ替え戦に敗北して降格）
- PLENTY GLOBAL LINX（大阪府高槻市）
- 百十四銀行（香川県高松市）
- 三菱電機（兵庫県尼崎市）
- Cheerful鳥取（鳥取県鳥取市）
- 東海興業（愛知県大府市）
- JR北海道（北海道札幌市）
- 丸杉（岐阜県岐阜市）

## 歴代優勝・準優勝
| シーズン    | 男子         | 男子         | 女子         | 女子         | 備考         |
| シーズン    | 優勝         | 準優勝       | 優勝         | 準優勝       | 備考         |
| ----------- | ------------ | ------------ | ------------ | ------------ | ------------ |
| 2016 - 2017 | トナミ運輸   | 日本ユニシス | 再春館製薬所 | 日本ユニシス | [ 8 ]        |
| 2017 - 2018 | トナミ運輸   | 日本ユニシス | 日本ユニシス | 北都銀行     | [ 9 ] [ 10 ] |
| 2018 - 2019 | トナミ運輸   | NTT東日本    | 再春館製薬所 | 日本ユニシス |              |
| 2019 - 2020 | トナミ運輸   | NTT東日本    | 日本ユニシス | 再春館製薬所 |              |
| 2022        | トナミ運輸   | ジェイテクト | 再春館製薬所 | ヨネックス   |              |
| 2023        | ジェイテクト | トナミ運輸   | BIPROGY      | 再春館製薬所 |              |
| 2024        | トナミ運輸   |              | 再春館製薬所 |              |              |